# Pecten afribenedictus
Pecten afribenedictus is een tweekleppigensoort uit de familie van de Pectinidae. De wetenschappelijke naam van de soort is voor het eerst geldig gepubliceerd in 1995 door Kilburn & Dijkstra.